# César Salazar (squash)
Pour les articles homonymes, voir César Salazar et Salazar.
César Salazar, né le 3 janvier 1988 à San Luis Potosí, est un joueur professionnel de squash représentant le Mexique. Il atteint en novembre 2017 la 17e place mondiale sur le circuit international, son meilleur classement.
Son frère jumeau Arturo Salazar est aussi joueur professionnel de squash.

## Biographie
Il est médaille d'or par équipe et médaille d'argent en individuel aux Jeux panaméricains de 2011.
Il remporte sa plus belle victoire en janvier 2017 en battant le no 1 mondial Mohamed El Shorbagy au premier tour du tournoi de Détroit.

## Palmarès

### Titres
- Open de Chicago de squash : 2017
- Torneo Internacional PSA Sporta : 2012

### Finales
- Edmonton Open : 2016
- Torneo Internacional PSA Sporta : 3 finales (2008, 2015, 2016)